# Clausena dentata
Clausena dentata là một loài thực vật có hoa trong họ Cửu lý hương. Loài này được (Willd.) Roem. mô tả khoa học đầu tiên năm 1840.